# Talusan
Talusan é um município de  quinta classe de renda municipal (d) na província Zamboanga Sibugay, nas Filipinas. De acordo com o censo de 1 de maio  de  2020 possui uma população de 27 873 pessoas e 5 495 domicílios.